# Kapela sv. Ivana Krstitelja (Jablanovec)
Kapela sv. Ivana Krstitelja (Jablanovec), rimokatolička građevina u mjestu Jablanovec, općini Zaprešić, zaštićeno kulturno dobro.

## Opis dobra
Kapela sv. Ivana Krstitelja u Jablanovcu smještena je u središtu naselja, uz cestu Zagreb-Bistra. Prema pisanim izvorima sagrađena je u 17. stoljeću na mjestu starije drvene kapele, a današnji izgled dobila je u drugoj polovini 19. stoljeća, kada je proširena i dograđena. Jednobrodna kapela zaključena je poligonalnim svetištem, a iznad ulazne osi glavnoga pročelja izdiže se zvonik zaključen piramidalnom limenom kapom. Jedini plastički akcent jednostavno obrađenih zidnih ploha su rustikalni kvadri na rubovima glavnoga pročelja te kameni okvir portala sa zaglavnim kamenom u središtu polukružnoga luka. Visokoj arhitektonskoj vrijednosti kapele doprinosi očuvano svetište svođeno dubokom bačvom zasječenom susvodnicama.

## Zaštita
Pod oznakom Z-5879 zavedena je kao nepokretno kulturno dobro - pojedinačno, pravna statusa zaštićena kulturnog dobra, klasificirano kao "sakralna graditeljska baština".